# باتلستار غالاكتيكا
باتلستار غالاكتيكا (بالإنجليزية: Battlestar Galactica) هو مسلسل خيال علمي عسكري تلفزيوني أمريكي تم البدأ بعرضه في أكتوبر 2004 وإنتهى عرضها في مارس 2012، المسلسل من إخراج رونالد مور وإنتاج ديفيد إيك ومن تأليف غلين لارسون وبطولة إدوارد جيمس أولموس وماري ماكدونيل وكاتي ساشكوف وجيمي بامبر وجيمس كاليس وتريسيا هالفر ومايكل هوغان وآرون دوغلاس وتاهموه بينيكيت وبول كامبل ونيكي كلاين. المسلسل يحكي قصة مجموعة شمسية مكونة من 12 كوكب يعيش بها البشر وتعرف بالمستعمرات الإنثى العشر وتتصارع هذه المستعمرات فيما بينها بمن يقود يتسيد على الآخر وفي خضم هذا الصراع يظهر عالم دكتور إسمه غايوس بالتار يتسبب بكارثة على سكان هذه الكواكب مما يسبب بمقتل المليارات من سكان هذه الكواكب، فيما ينجو حوالي 50 ألف فقط معظمهم من ألذين كانوا في السفن الفضائية خارج هذه الكواكب، فيبدأ هؤلاء بالبحث عن المتسبب لهذه الكارثة وثم يأخذون الناجين من هذه الكارثة إلى كوكب يسموه بالأرض.

## روابط خارجية
- باتلستار غالاكتيكا على موقع IMDb (الإنجليزية)
- باتلستار غالاكتيكا على موقع ميتاكريتيك (الإنجليزية)
- باتلستار غالاكتيكا على موقع روتن توميتوز (الإنجليزية)
- باتلستار غالاكتيكا على موقع فيلمافينيتي (الإسبانية)
- باتلستار غالاكتيكا على موقع كينوبويسك (الروسية)
- باتلستار غالاكتيكا على موقع ألو سيني (الفرنسية)
- باتلستار غالاكتيكا على موقع قاعدة بيانات الفيلم (الإنجليزية)